# Kankole
Kànkole ['kaņkole-ø]] so lestvičasta samokolnica za prevoz sena, pridelkov, slame ali trave.
Izdelane so v celoti iz lesa, v večini bukovega, včasih tudi jesenovega, katere je izdeloval kolar. Danes kankole še zelo redko zasledimo na starejših kmetijah.